# Kay Panabaker
Kay Panabaker (ur. 2 maja 1990 w Orange, w Teksasie) – amerykańska aktorka.
Brała udział w Igrzyskach Disney Channel 2006 w drużynie czerwonych. Wystąpiła w serialu Nie ma to jak hotel oraz filmie Książę i żebrak – hollywoodzka opowieść jako Elizabeth. Najbardziej znana jest z roli Jenny Garrison w filmie Fame z 2009 roku. Jej siostra, Danielle Panabaker, także jest aktorką.
Pozostałe role:
- 2011: Cyberbully jako Samantha Caldone
- 2010: Zwykła/niezwykła rodzinka jako Daphne Powell
- 2009: Fame jako Jenny
- 2008: Happy Campers jako Dylan
- 2007: Nancy Drew i tajemnice Hollywood (Nancy Drew) jako George
- 2007: Skok po marzenia (Moondance Alexander) jako Moondance Alexander
- 2007: Książę i żebrak – hollywoodzka opowieść (Modern Twain Story: The Prince and the Pauper, A) jako Elizabeth
- 2006: Czytaj i płacz (Read It and Weep) jako Jamie Bartlett
- 2005: Pieskie życie Life Is Ruff jako Emily Watson
- 2005: Trawka (Weeds) jako Amelia (sceny usunięte)
- 2005: Medium jako Elisha (gościnnie)
- 2004-2005: Summerland jako Nikki Westerly
- 2004-2006: Filip z przyszłości (Phil of the Future) jako Debbie Berwick (gościnnie)
- 2003: Dwóch i pół (Two and a Half Men) jako Sophie (gościnnie)
- 2002: Wyścig z mafią (Dead Heat) jako Sam LaRoche
- 2002-2003: Jamie Kennedy Experiment, The jako Kelly (gościnnie)
- 2001-2004: Babski oddział (Division, The) jako Susie Jenkins (gościnnie)
- 2001: Potwory i spółka (Monsters, Inc.) jako (różne głosy)
- 2000: CSI: Kryminalne zagadki Las Vegas (CSI: Crime Scene Investigation) jako Lindsay Willows (2006) (gościnnie)
- 2000-2003: Brothers Garcia, The jako Carrie Bauer (gościnnie)
- 1999-2004: Anioł ciemności (Angel) jako dziewczyna (gościnnie)
- 1996-2007: Siódme niebo (7th Heaven) jako Alice Brand (gościnnie)
- 1994: Ostry dyżur (ER) jako Melissa Rue (gościnnie)